# Футбольная культура

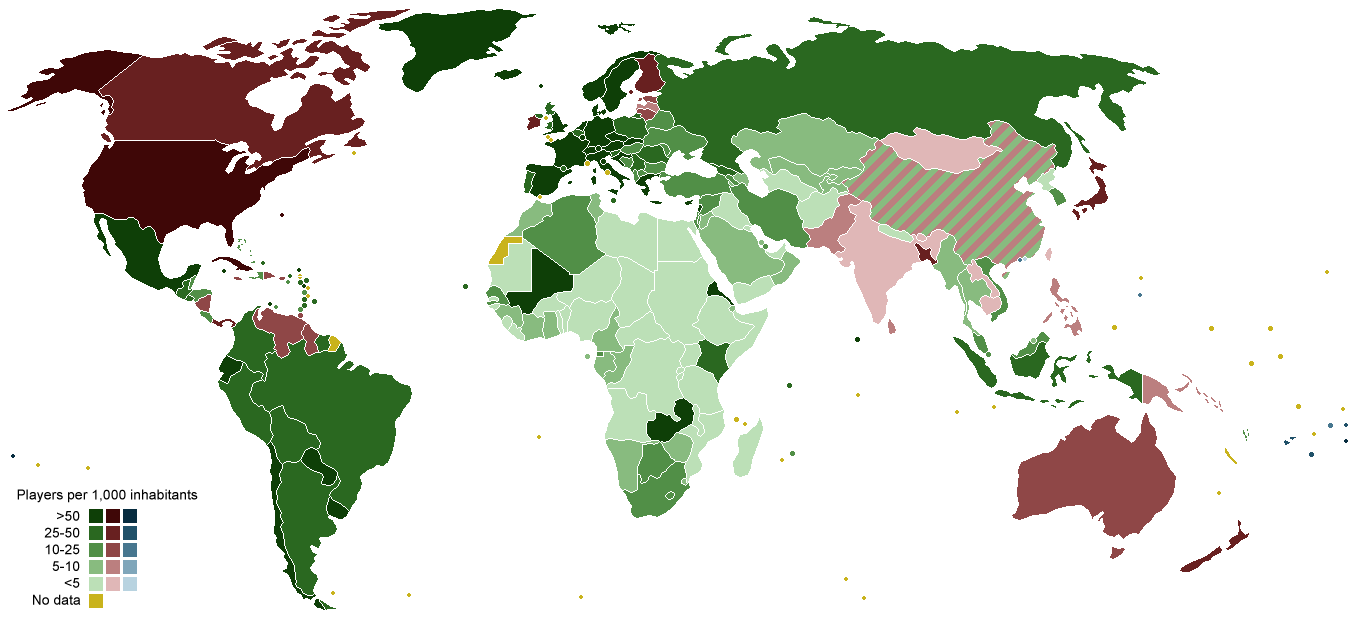
Схематичное отображение популярности футбола на планете. Страны, где футбол является самым популярным спортом, окрашены в зелёный, где не является — в красный цвета. Разные оттенки цветов показывают количество людей, играющих в футбол на 1000 жителей.

Футбольная культура — совокупность культурных аспектов, окружающих футбол как вид спорта.
По популярности и распространённости на планете футбол является игровым видом спорта номер один, членами ФИФА являются 208 национальных футбольных федераций, это больше, чем количество стран, входящих в состав Организации Объединённых Наций.
Наибольшей популярности игра достигла в Европе, Южной Америке, Африке и частично Азии, меньший интерес к футболу проявляется в Австралии и Северной Америке.
Во многих странах эта игра является частью национальной культуры и объектом национальной гордости, что во многом определяет тот уровень интереса, который проявляется к футболу, и тем процессам, которые его окружают, во всём мире. Далее пойдёт речь о некоторых аспектах, окружающих футбол.

## Социальная составляющая футбола

### Болельщики
Футбольные болельщики — болельщики, болеющие за футбольный клуб либо сборную.
по странам:
- Немецкие футбольные болельщики
- Британские футбольные болельщики  (см. Футбол в Великобритании); «фаны»[3]
- Итальянские футбольные болельщики (см. Футбол в Италии); «тифози»[4] (см. tifosi[англ.][5][6])
- Хорватские футбольные болельщики (см. Bad Blue Boys, Zaprešić Boys)
- Польские футбольные болельщики
- в Бразилии — «торсида»[7] (см. Список бразильских футбольных клубов по количеству болельщиков)
- в Испании — «инчас»
- в России: см. Список российских футбольных клубов по количеству болельщиков[8][9] (также: Fan ID)

также: Категория:Футбольные болельщики
- Фестиваль болельщиков ФИФА

#### Фанатизм  и насилие
Фанатизм – доведенная до крайности степень приверженности к какому-либо интересу, команде, сопровождающаяся нетерпимостью к соперникам. Фанатское движение связано главным образом с футболом и представляет собой организованное изнутри сообщество активных болельщиков, живущее по своим правилам и традициям. Фанатами являются в основном подростки и юноши, однако среди них встречаются и взрослые люди. Половина фанатов не занимаются активно спортом, остальные имеют самую низкую спортивную квалификацию либо вообще безразрядники. Фанаты подвержены групповому влиянию, поэтому все одеты в цвета своей любимой команды.
Многие из них отмечают важность единения. Уровень культуры, как правило, низкий, круг интересов ограничен.
Агрессивное поведение части зрителей, большинство из которых составляет малоквалифицированная рабочая молодежь, объясняется тем, что в этой социальной группе насилие стало нормальным способом разрешения конфликтов и рассматривается как проявление «мужественности». 
Агрессивное поведение футбольных зрителей в Великобритании стало ритуальным. Это обстоятельство привлекает на стадионы не только любителей футбола, но и любителей насилия, и не только любителей, но и профессионалов. В обществе, где есть острые конфликты, обязательно появляются весьма влиятельные силы, заинтересованные в общей эскалации насилия и напряженности. Идеологическая основа этого экстремизма не имеет никакого отношения к спорту. Зачинщиками драк на стадионах могут быть боевики из националистических, расистских или фашистских организаций.
В Южной Америке ультрас называются «Барра Бравас». На этом континенте самыми ярыми являются «Барра Бравас» Аргентины, Бразилии, Колумбии, Уругвая, Чили.
Трагедии:
- Давка в «Лужниках» (1982 год)
- Обрушение трибуны на стадионе «Эйзель» (1985 год)
- Давка на стадионе «Хиллсборо» (1989 год)
- Беспорядки на Манежной площади в Москве (2002 год)

### Дерби
Под дерби в футболе понимаются матчи команд из одного города или наиболее непримиримых соперников, острота борьбы в которых достигает наивысшего накала, а уровень поддержки болельщиками поднимается на самую высокую планку. В большинстве случаев клубы, между которыми проходит дерби, являются историческими соперниками. В основе противоречий между ними могут быть:

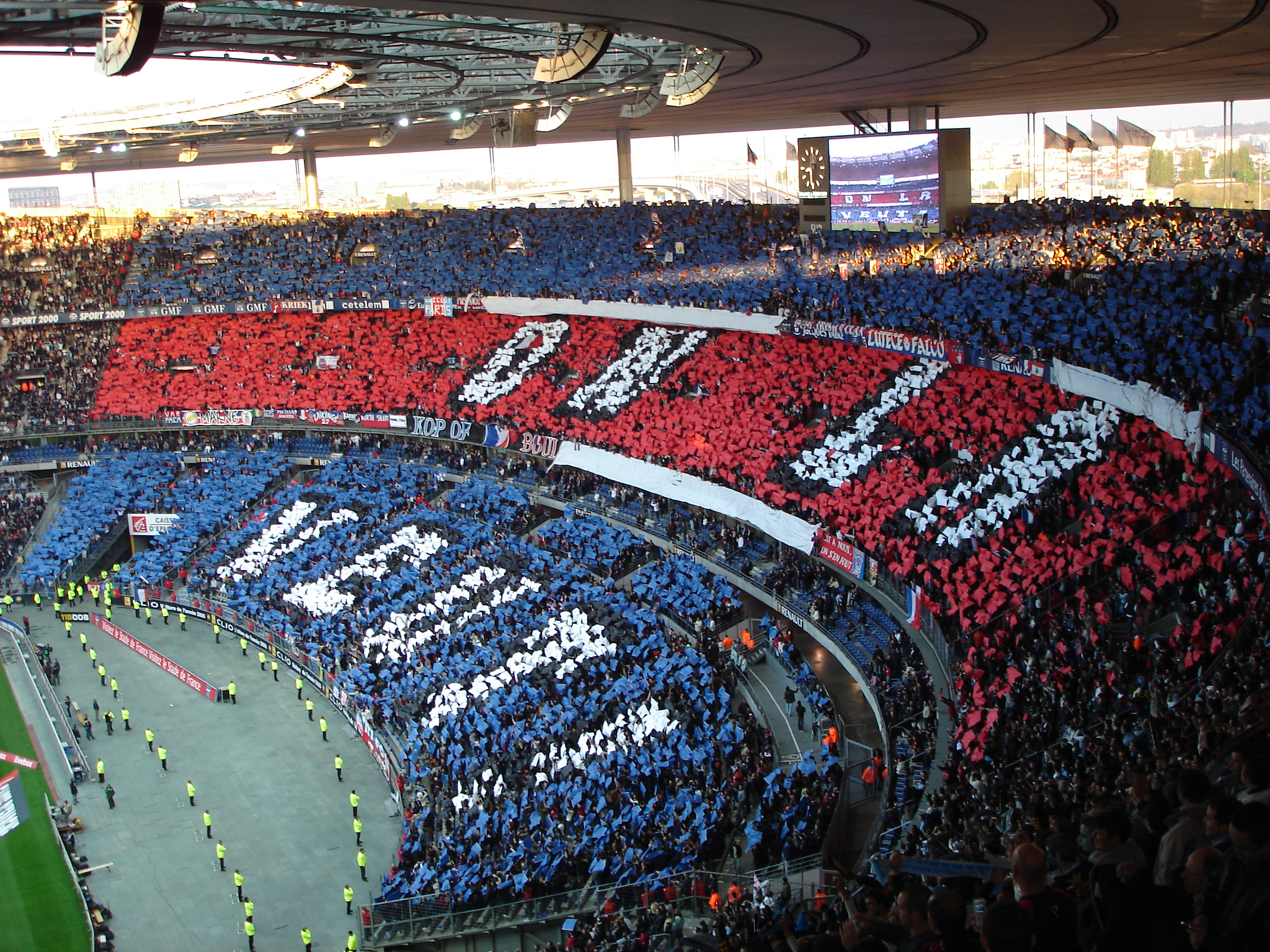
Одно из главных французских футбольных дерби. ПСЖ — Олимпик. Сектора болельщиков ПСЖ

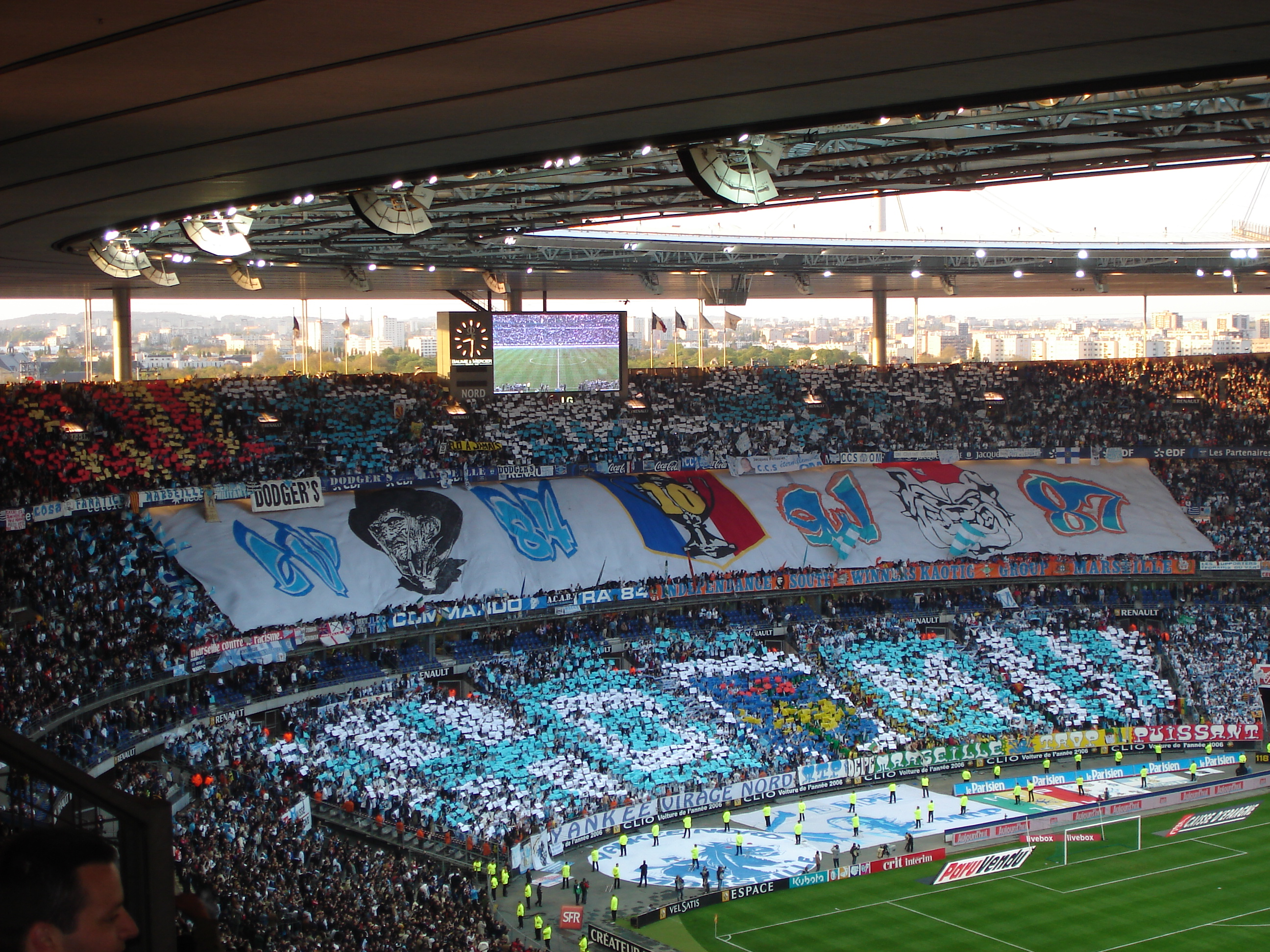
Одно из главных французских футбольных дерби. ПСЖ — Олимпик. Сектора Олимпика.

- социальные предпосылки (клуб аристократов против клуба рабочих порта),
- территориальный аспект (два клуба из одного города выявляют сильнейшего)
- политический аспект (клуб, чьи болельщики придерживаются националистических взглядов против клуба, болельщики которого в основной своей массе антифашисты),
- историческая неприязнь (те случаи, когда из-за поражения в матче, сыгранном 30 лет назад, один из клубов покинул высшую лигу, и его фанаты всю вину за вылет возложили на команду соперника и её болельщиков),

и прочие противоречия.
Как пример, можно выделить следующие дерби:
Бока Хуниорс — Ривер Плейт в Аргентине.

Пеньяроль — Насьональ в Уругвае.

Фламенго — Васко да Гама в Бразилии.

Милан — Интернационале в Италии.

Фенербахче — Галатасарай в Турции.

Манчестер Юнайтед — Манчестер Сити в Англии.

Рейнджерс — Селтик в Шотландии.

Шальке 04 — Боруссия Д в Германии.

Гвадалахара — Америка в Мексике.

Реал — Барселона в Испании.

Спартак — ЦСКА в России.

Динамо — Шахтёр на Украине.

Сконто — Вентспилс в Латвии.

Црвена звезда — Партизан в Сербии.

Пахтакор — Бунёдкор в Узбекистане.

### Футбольные программки
Футбольная программка представляет собой небольшую брошюру, выпускаемую, как правило, в преддверии официального матча командой-хозяйкой стадиона на котором пройдёт игра. В ней описываются составы играющих команд, последние новости клубов, история противостояний команд, краткая справка о дублирующих составах, прогноз погоды на матч. В случае, если играют национальные сборные, или же играются важные матчи, программки расширяются, и к вышеописанному добавляются интервью игроков, комментарии футбольных специалистов, предматчевые расклады тренеров. Из-за ограниченности тиража футбольные программки довольно часто становятся объектами коллекционирования, ими обмениваются, их покупают и продают на аукционах.

### Фан-зины
Фан-зин — периодическое издание, выпускаемое болельщиками футбольных клубов на собственные средства, как правило, раз в год, в конце футбольного сезона. На страницах фан-зина описываются события, окружавшие игры команды на протяжении года. Это: отчёты о домашних и гостевых поединках, мнения болельщиков об игроках и тренерах, отчёты фанатов о выездных матчах и времени, проведённом в дороге, описание драк с болельщиками других клубов. Фан-зины могут отличаться друг от друга качеством полиграфии (цветные и чёрно-белые), объёмом (от 4-х листов А4 до небольших брошюр), направленностью изложенной информации (клубно-информативные и хулиганской направленности).

### Футбольные баннеры
Под футбольными баннерами понимаются самодельные транспаранты, развёртываемые во время футбольных матчей на секторах стадиона, с призывами, направленными к футболистам и менеджерам клуба, либо к болельщикам или же футболистам команды соперника. Баннеры могут нести различную информационную нагрузку, но при этом преследуют единую цель — оказание поддержки команде во время игры. Группировки болельщиков посредством баннеров соревнуются между собой в креативности и масштабности оказываемой поддержки, сам процесс выявления лучшей группировки болельщиков посредством баннеров в СМИ именуется «баннерной войной». В такой войне не гнушаются ничем, даже шпионажем. Известен случай, когда на дерби «Лацио» — «Рома» болельщики «Ромы» вывесили баннер: «„Рома“ — остановись на минутку и взгляни вверх. Над вами только Бог». В ответ на это болельщики «Лацио» вывесили следующий баннер: «Но он одет в голубой цвет» (Цвет команды «Лацио»). Баннеры могут создаваться как на неопределённый срок, так и на отдельный конкретный матч — в большинстве случаев на дерби или игру национальной сборной. Широкое распространение футбольные баннеры получили в национальных футбольных первенствах Южной Америки и Европы.

### Футбольная атрибутика
Под футбольной атрибутикой (клубной атрибутикой), понимается совокупность товаров, несущих на себе символику определённого футбольного клуба, либо с этим клубом отождествляющихся. Это могут быть: шарфы, флаги, футбольная форма, значки, марки, брелоки и прочее. Выпуск и торговля этими товарами, как правило, осуществляется непосредственно клубом и является важной частью футбольной индустрии. Все доходы, получаемые от продаж, идут в бюджет клуба, тем самым давая возможность болельщикам (помимо морального удовлетворения) внести свой вклад в благополучие команды. Помимо непосредственно клубов, атрибутикой могут торговать торговые сети различных марок спортивной одежды, которые, заключив контракты с клубами, делятся с ними частью выручки. В европейских странах с развитой футбольной культурой — таких, как Испания, Италия, Германия, Великобритания, Франция, Португалия — торговля спортивной атрибутикой является довольно значимой доходной статьёй клубных бюджетов.

### Футбольные граффити и трафареты

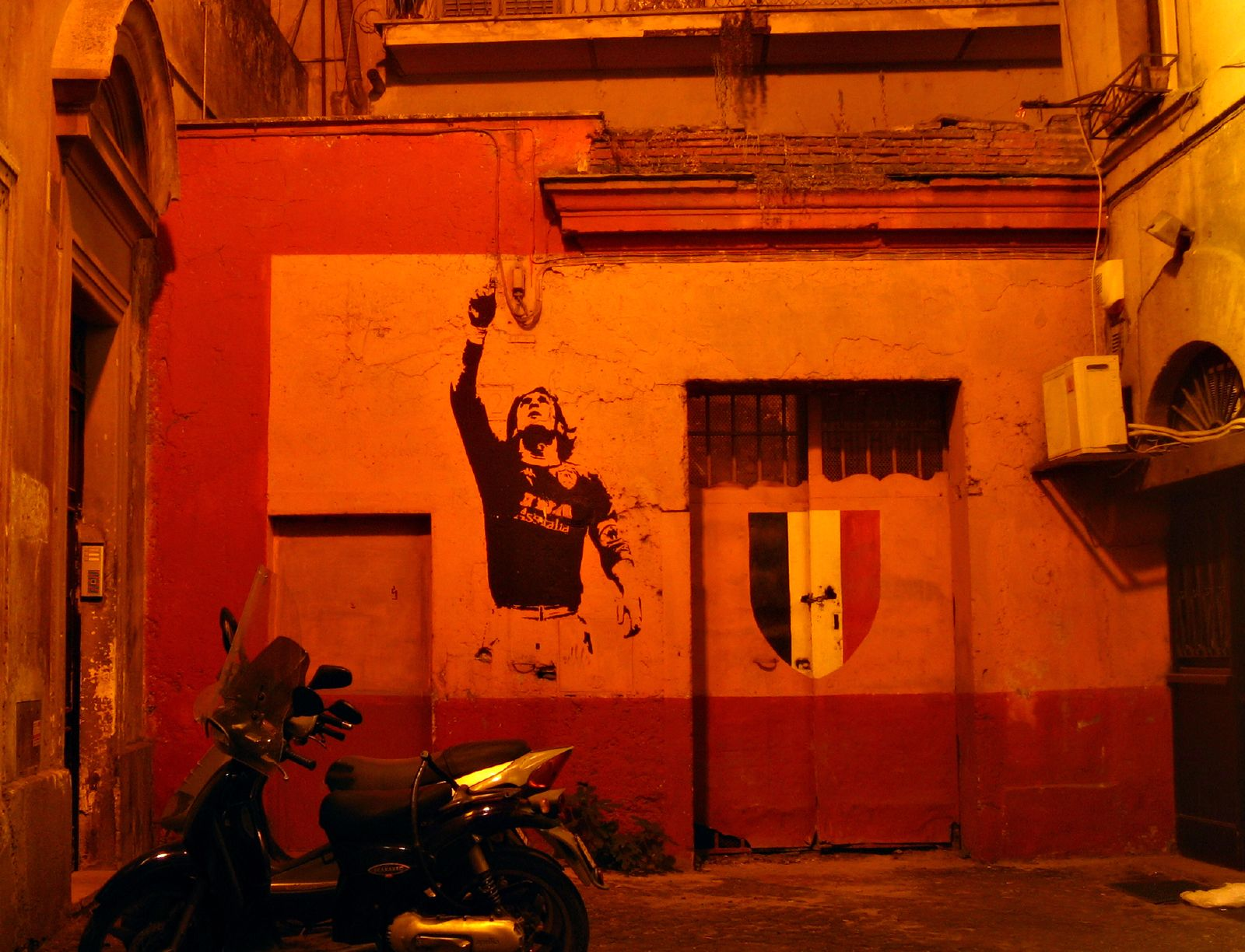
Граффити поклонников итальянского клуба «Рома».

Настенные рисунки (граффити) футбольной тематики особенно сильно распространены в странах Европы. Изначально рисунки стали появляться на стенах крупных стадионов в Великобритании, Италии, Франции; постепенно новое веяние переместилось на всю Европу. Как правило, рисунки наносятся несанкционированно — за исключением случаев, когда инициатива исходит от самого футбольного клуба и им же оплачивается: такого рода мероприятия проводятся для увеличения популярности команды в пределах города. Помимо граффити, в околофутбольной среде имеют распространение футбольные трафареты, представляющие собой небольшие однотонные изображения (пиктограмму), наносимые баллончиком краски на поверхность по заранее изготовленному трафарету. Чаще всего такое творчество можно встретить на станциях метрополитена или же в окрестностях стадиона. Трафареты, в отличие от граффити, довольно часто носят провокационный характер и наносятся с целью оскорбления команды заклятого врага.

### Голосовая поддержка
К голосовым проявлениям фанатов во время матчей[en] могут относиться организованные песнопения, кричалки, скандирования.

### Футбольные татуировки

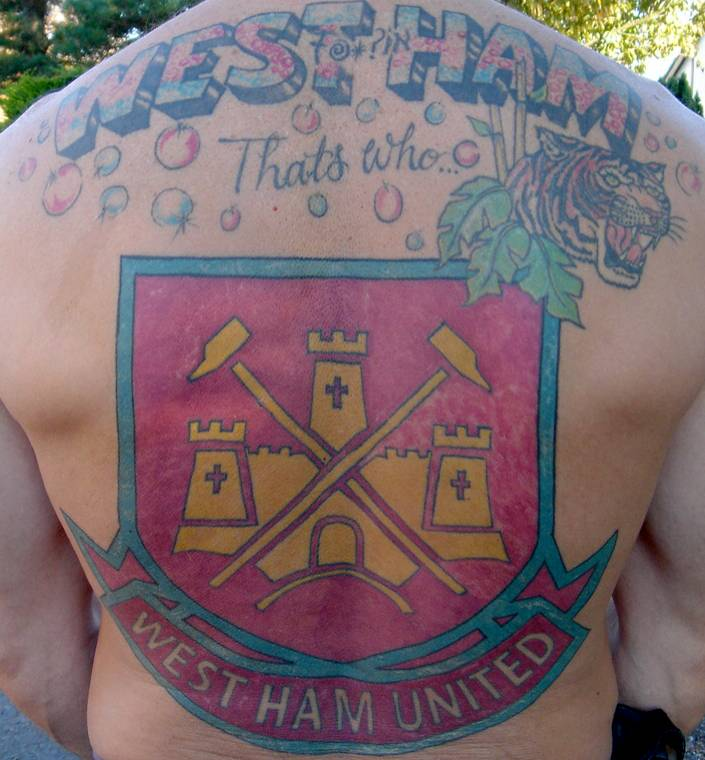
Татуировка болельщика «Вест Хэм Юнайтед»

Некоторые болельщики посредством нанесения на тело татуировок выражают преданность «своему» клубу и идеям футбольного братства. В большинстве случаев на такой татуировке могут быть изображены: герб футбольного клуба, эмблема фанатской группировки, талисман команды и др. Как правило, татуировка сопровождается кратким лозунгом и выполняется в цветовой гамме, соответствующей цветам клуба. В среде футбольных хулиганов нередко можно встретить тату в форме кельтского креста, изображения рун, различную пиратскую символику. Также довольно часто на теле фанатов можно увидеть различным образом стилизованную английскую аббревиатуру A.C.A.B. (All Cops Are Bastards, «все полицейские — ублюдки»); таким образом, носитель такой татуировки выражает несогласие с мерами, применяемыми силовыми структурами, направленными на искоренение насилия, связанного с футболом.

### Футбол и пресса
Множество журналов и газет посвящено спорту номер один — вот самые популярные:
1. France Football
2. La Gazzetta dello Sport
3. Еженедельник «Футбол»
4. Marca
5. kicker
6. Four-four-two
7. El Grafico

### Футбол и интернет
Футболу посвящено множество интернет-ресурсов — как официальных сайтов футбольных организаций и отдельных команд, так и фан-сайтов, любительских форумов и т. д.

## Роль футбола в искусстве

### Футбол и живопись

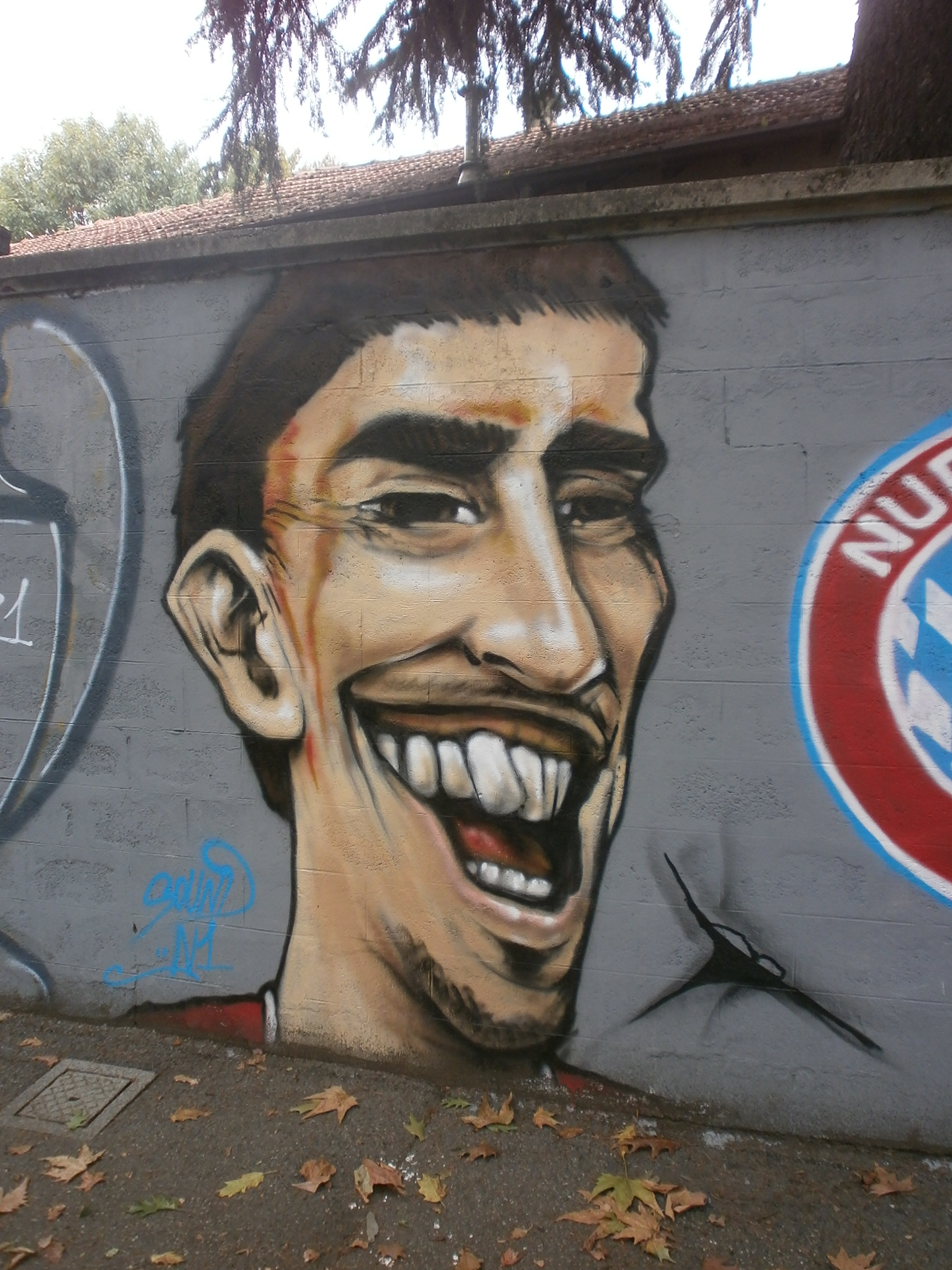
Граффити, на котором изображен Франк Рибери

Первые изображения атлетов и физкультурников восходили к традиции Древней Греции и Римской империи, это были мощные фигуры в духе неоклассицизма. Однако это никак не относилось к футболистам, здесь важнее было передать движение тела, что в эпоху первоначальной популяризации игры особенно привлекло итальянских модернистов. В произведениях, посвящённых футбольной тематике, наметился явный отход от реалистических традиций: свидетельством тому можно считать творения таких мастеров, как Жорж Брак, Роберт Делоне, Фернан Леже и Пабло Пикассо.
. Одной из самых известных работ этого периода является картина Пабло Пикассо «Игрок в футбол». Футбольное зрелище пытались передать и живописцы, работающее в более традиционной манере. Так, на создание картины «Корнер» французского художника Жана Жакоби вдохновил Парижский олимпийский турнир 1924 года. На полотне воспроизведён эпизод, происходящий у самых ворот: в центре композиции вратарь, старающийся в прыжке отбить мяч и помешать нанести удар головой двум противникам. Художественное восприятие футбола всегда согласовывалось с превратностями развития самой игры. Первое послевоенное десятилетие ознаменовалось пиком интереса к футболу со стороны людей искусства, который затем постепенно слабел и достиг глубочайшего спада в 1970-е и 1980-е годы, когда стадионы захлестнула волна насилия. В последующее десятилетие футбол заполнил экраны телевизоров, в него потекли огромные деньги, вследствие чего во многих странах стала бурно рассветать целая футбольная индустрия. Этот предмет вновь привлёк художников самого разного толка от сатириков-концептуалистов вроде Марка Валлингера, выставившего огромный шарф «Манчестер Юнайтед», завитый в форме спирали ДНК, до плеяды скульпторов, насаждавших улицы городов по всему миру памятниками великим игрокам (Эйсебио в Лиссабоне, Стэнли Мэтьюзу в Хенли, Льву Яшину в Москве и прочие).

### Футбол и литература
Художественная литература не обделила своим внимание спорт в целом и футбол в частности. Среди получивших международную известность произведений можно выделить:
- «Футбольные сказки» — автор Алдир Шлее (Бразилия)
- «Футбольная горячка» — автор Ник Хорнби (Англия)
- «Чертополох и чаша Грааля» — автор Робин Дженкинс (Шотландия)
- «Хем и футбол» — автор Налинакши Бхаттчарья (Индия)
- «Фабрика футбола» — автор Джон Кинг (Англия)
- «Мы идём» — автор Дуги Бримсон (Англия)

В русской литературе футбольной теме уделяли внимание такие авторы, как Николай Глазков (известный моностих «Футболисты»), Александр Ткаченко (в молодости профессиональный футболист), Мария Степанова (один из её стихотворных сборников открывается стихотворением «Чемпионат Европы по футболу»).
Кроме того, существует множество документальных и автобиографических сочинений, написанных и опубликованных футболистами, тренерами, футбольными функционерами и судьями.
В целях улучшения ситуации и привлечения серьёзных литераторов к тематике футбола в 1957 году, ФИФА учредило премию за лучшее литературное произведение о футболе. Однако после двух лет от этой идеи пришлось отказаться, с мотивировкой «в силу огромных сложностей её осуществления в международном масштабе».

### Футбол и скульптура

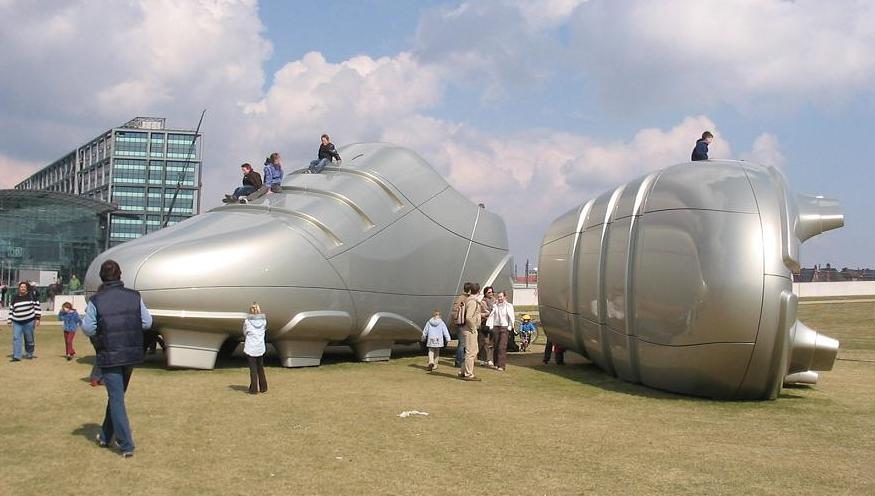
Cкульптура спортивной обуви, часть композиции Walk of Ideas.

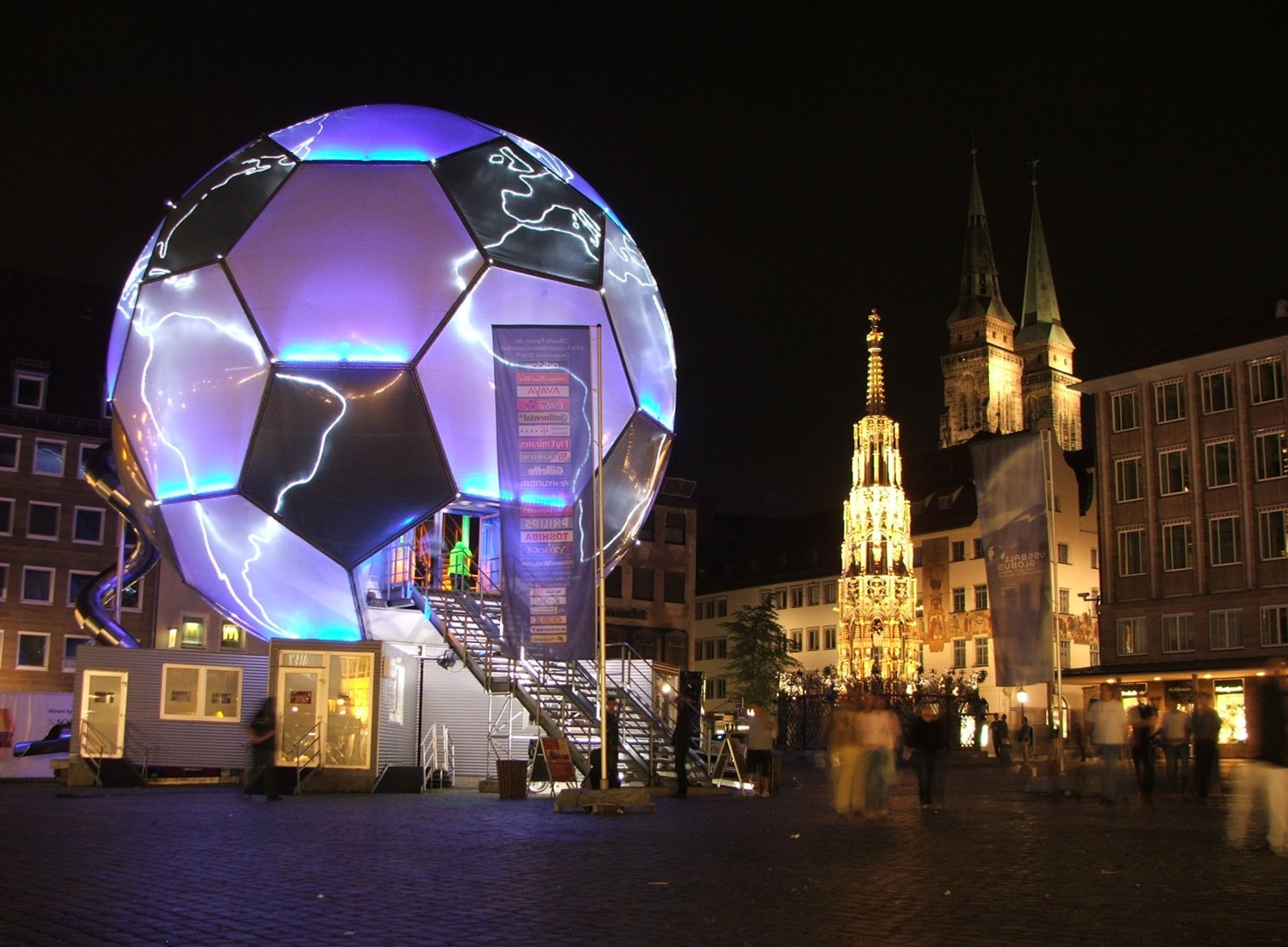
Футбольный глобус в Нюрнберге.

В рамках акции Walk of Ideas было установлено шесть скульптур, посвящённых чемпионату мира по футболу 2006 года, который проходил в Германии. Скульптуры изображали различные достижения Германии, в том числе и футбольные. Одна из них изображала современную футбольную обувь, созданную в 1953 году компанией Adidas. В следующем, 1954 году сборная Германии по футболу впервые стала чемпионом мира, нося данную обувь.

### Футбол и театр
Футбол не пользовался особой популярностью у драматургов. Первой серьёзной пьесой на английском языке, посвящённой футболу, стала «Игра» Гарольда Брикхауза (1913 год), в которой футболисты предстают честными профессионалами, не поддающимися искушению сдать матч за деньги. В Бразилии, где роль футбола не менее значима, чем в Британии, серьёзных драматургических произведений на футбольную тему тоже было крайне мало. Заслуживает упоминания «Покойница» Нельсона Родригеса (1953 год): её герой, только что потерявший жену, узнаёт, что она была ему неверна, и решает все деньги, которые умершая отложила себе на похороны, потратить на футбол. Значимым явлением стала написанная в 1967 году пьеса Питера Терсона «Зиггер Заггер» — своего рода драматургическое исследование проблемы футбольного хулиганства, тогда только набиравшего мощь и размах. За последние годы появилась лишь комедия Артура Смита и Криса Инглэнда «Вечер с Гари Линекером», в которой слышны отзвуки обидного поражения сборной Англии в полуфинале чемпионата мира 1990 года в Италии.

### Футбол в кинематографе
Футбольная тематика в кинематографе не сыскала особого успеха — по причине необычайной трудности передачи средствами кинематографа напряжения футбольного действа и страстей, кипящих вокруг него. Однако есть ряд картин, вошедших в классику футбольного и околофутбольного жанра:
- «Страх вратаря перед одиннадцатиметровым» — режиссёра Вима Вендерса 1972 года. Фильм показывает постепенное падение человеческой личности.
- «Финал Кубка» — режиссёра Ёрана Риклиса 1982 года). Основную сюжетную линию этого фильма образуют взаимоотношения двух главных героев — пленника еврея и стерегущего его боевика из Организации освобождения Палестины. Действие картины проходит во время проведения чемпионата мира 1982 года, и оба героя стараются следить за ходом чемпионата. Через бинокль им удаётся увидеть на экране телевизора несколько моментов: мячи, которые забивает в ворота Бразилии Паоло Росси в решающем матче группового этапа, и последний гол итальянцев в финальном матче против Германии. При этом у израильтянина есть билет на игру, и в самые мучительные минуты он сжимает этот билетик в руке.
- «Удостоверение» — режиссёра Филиппа Дэвиса 1995 года. Действие картины происходит в Англии, где четверым полицейским даётся задание внедриться в банду футбольных хулиганов «Собаки», чтобы установить личности главарей и тех, кто причастен к околофутбольным беспорядкам. Полицейские начинают с того, что знакомятся с членами банды в одном из пабов и решают поехать с ними на выезд за клуб второго дивизиона «Шедвел». Главный герой фильма (Джон Трэвел) решается на одном из выездов поучаствовать в беспорядках. Он быстро увлекается этим, и у него начинаются проблемы — как на работе, так и дома.
- «Кубок» — режиссёра Каньесте Норбу 1999 года. Фильм основан на реальной истории Тибетских ребят, которых родители за немалые деньги и с большим риском для себя отправили в монастырь Чок-Линг у подножья Гималаев, дабы они прошли там курс «дхармы» — традиционного религиозного обучения. Но религия — не единственное, что занимает умы молодых людей. Им запрещено ходить в соседнюю деревеньку и смотреть там матчи финального турнира чемпионата мира по футболу 1998 года, но запретный плод сладок.
- «Играй как Бекхэм» — режиссёра Гуриндера Чадхи 2002 года. В картине представлена попытка взглянуть с оптимистической точки зрения на культурные различия, существующие в современном британском обществе. Юная девушка, дочь индийских эмигрантов, вынуждена пережить конфликт со своими родителями, прежде чем ей удаётся отправиться в США, где она получает футбольную стипендию в колледже и начинает карьеру профессионального игрока.
- «Фабрика футбола» — режиссёра Ника Лава 2004 года. Сюжетная линия фильма довольно чётко разделена режиссёром на две основные составляющие, это описание околофутбольного насилия, чередующееся с описанием географии и уклада жизни городов современной Англии. Изложение событий ведётся с грубым реализмом и искренней включённостью в культуру, которая, по сути, официально отвергнута, но которую невозможно игнорировать.
- «Гол» — режиссёра Дэнни Кэнона 2005 года. Картина повествует о судьбе мексиканского эмигранта, проживающего в США. Всё свободное время главный герой посвящает игре в футбол и однажды, волей случая, он попадает в поле зрения известного футбольного агента, который прилагает максимум усилий для устройства его просмотра в профессиональной команде английской Премьер-лиги «Ньюкасл Юнайтед». Пройдя через предательство, любовь и притяжение больших денег, главный герой добивается цели и в финале картины забивает важнейший гол в ворота «Ливерпуля».

Из советских и российских фильмов можно выделить картины:
- «Вратарь» — режиссёра Семёна Тимошенко 1936 года. Картина снята по повести Льва Кассиля и повествует о вратаре-самоучке Антоне Кандидове, неожиданно ставшим футбольной звездой. Далее был конфликт на почве лёгкого зазнайства, переход в команду противников, возвращение «блудного сына».
- «Мой лучший друг, генерал Василий, сын Иосифа» — режиссёра Виктора Садовского 1991 года. Истopический фильм о судьбе знаменитого спортсмена Всеволода Боброва, волею судьбы оказавшегося фаворитом сына вождя — авиационного военачальника Василия Сталина. В основе фильма — факты из биографии легендарного капитана сборных СССР по футболу и хоккею. Это фильм-рассказ не только о спортивной жизни в СССР того периода времени, но и об околоспортивной ситуации в стране и известном генерале, сыне первого человека в государстве Василии Сталине.